# Sowerbyidae
Sowerbyidae zijn een uitgestorven familie van tweekleppigen uit de orde Cardiida.